# Ярмолы
Ярмолы — озеро в Шатурском городском поселении Шатурского района Московской области, в 1,5 км к югу от посёлка Соколья Грива.

## Физико-географическая характеристика
Происхождение озера ледниковое. Котловина имеет воронкообразную форму.
Площадь — 0,44 км² (44 га), длина — около 900 м, ширина — около 600 м. Для озера характерны отлогие, низкие берега.
Глубина — 1-1,5 м, максимальная глубина достигает 8 м. Дно песчаное, покрыто небольшим слоем ила. Вода прозрачная, с светло-коричневой окраской.
Среди водной растительности распространены тростник, осока, элодея, рдесты, также встречается камыш, стрелолист, кубышка, кувшинка, ряска, хвощ, водокрас лягушачий, частуха подорожниковая, земноводная гречиха, реже — рогоз, зелёные водоросли, канадский рис и полушник озёрный. В озере обитают 6 видов рыб: щука, окунь, плотва, лещ, линь и ёрш.
Озеро используется для рекреационных целей.